# Microdon fulvopubescens
Microdon fulvopubescens är en tvåvingeart som beskrevs av Enrico Adelelmo Brunetti 1923. Microdon fulvopubescens ingår i släktet myrblomflugor, och familjen blomflugor.
Artens utbredningsområde är Sri Lanka. Inga underarter finns listade i Catalogue of Life.